# 歐榘甲
歐榘甲（1870年—1911年），字云高、又字云樵，廣東省歸善縣淡水鎮（今惠州市惠阳区淡水街道）客家人，清朝末年的中国近代思想家、教育家、史学家及文学家。早年曾為康有為的學生，參與戊戌變法，事敗後出逃。歐先后参与了维新派两大重要报刊《知新报》（1897 年创刊于澳门）与《清议报》（1898 年创刊于日本横滨）笔政，在舆论界一展身手。其後思想先後與康有為及孫文決裂。曾以太平洋客為筆名撰《新廣東》一書，宣揚廣東脫離清帝國獨立。

## 生平

### 早年
欧家在淡水世代经商，家境富裕，因此能为其成长提供良好环境。歐榘甲自幼天资聪颖，被家人特别是祖父“视为伟器”，对他颇为严格。少年时与县里的秘密会党游，并加入三合会（调研人员曾在欧的祖屋发现刻有“三合堂”的船桨，现藏于光祖中学校史馆）。持论激昂，行文高洁。在十八岁时，欧拜当地教育家邓承修为师。他于1891年经邓介绍，赴广州万木草堂，成為康有為弟子，是万木草堂最早的康门弟子之一。在万木草堂学习期间，因文笔流畅、感情激越而深受康有为赏识，谓之“文章学问，时所寡匹”，特许其“于报才为长”。因此欧屡屡被委以重任，名字与梁启超等一起列入了万木草堂的名门墙，康有为著《孔子改制考》时，欧榘甲即为总校。1895年，欧榘甲随康有为赴北京参加会试，扮演秘书角色，协助康有为组织公车上书。
1897年正月，澳门《知新報》創刊，欧主笔，撰《變法自上自下議》，认为不可不变法。后又欧任职上海《时务报》笔政，撰文宣扬变法，撰論《大地各國變法皆由民起》。同年，欧榘甲参加科试，由督学拔置第一，补博士弟子员。然而在同年举办的乡试中，主考官看到欧榘甲的考卷后“诧为异才”，却因为“触忌讳”而不录。时人将欧榘甲比喻为“刘蕡下第”，意即他和耿介嫉恶的唐代进士刘蕡一样，在考卷中秉笔直书，策论虽为考官赞赏，却无人敢录取他。是年冬天，德國佔領膠州灣，康有為再次上書請求變政並頒行憲法，欧為之作序。同年湖南长沙时务学堂成立，梁启超任总教习。
1898年，尽管欧在科举考试屡屡受挫，但在全国已小有名气，因此得到了湖南巡抚陈宝箴的邀请到时务学堂任主讲。与欧榘甲同赴长沙的还有韩文举、叶觉迈。2月，欧榘甲接替前任梁启超任第二任中文总教习, 欧讲学不株守師訓，鼓吹变法，“而力求與勢相適應”，對資產階級民主政治漸加贊揚。他参与了湖南新政。
欧与学生关系和谐，其中包括蔡锷。而当时初出茅庐的王国维亦曾以他为师。在写给父亲的信中王如此讲述欧榘甲的为人为学：“静师欧公，示以传孔教、重民权、改制度……”，王国维的后人则忆述，欧榘甲“操一口难懂的广东方言”“为人厚道，祖父初来乍到，他诚意相助，相谈甚洽”。欧榘甲在时务学堂的锋芒毕露让长沙知府感到危险。他暗中搜得欧榘甲的讲义，告密到朝廷。但光绪帝此时倾向于康有为一边，将告密之事告诉了康有为，使得欧榘甲由此逃过一劫。

### 流亡日本及与革命党接触
1898年6月11日，光绪帝颁布变法上谕，“百日维新”拉开序幕。初时维新派势力甚大，欧榘甲亦跃跃欲试。9月，欧榘甲应陈宝箴和刑部侍郎李端之荐，北上应考经济特科。然而他尚未成行，慈禧太后即发动戊戌政变，维新派一触即溃。变法失败，康梁逃亡日本。身为维新派中干的欧亦改名换姓，先是离京南下回到淡水老家，接上家人，自经新寮、金龟肚、葵涌、沙鱼涌小道，连夜乘小火轮出海，抵达香港南端的簸箕湾小渔村安顿家人。而后只身东渡日本到横滨大同学校任教，助梁启超编《清议报》，以“无涯生”为笔名，以“明义”为总题目，发表了许多政论文章。初时，欧仍然希望进行“勤王”，寄希望于光绪帝复辟，于是撰文宣揚皇帝的“聖德”，颂扬光绪帝“两千年来无此好君”，号召忠君忧国的义士“拔剑而起”，救护为变法“忘身舍位”而遭幽废的光绪帝，并攻擊慈禧废弃新政，扼杀维新运动。尽管身为保皇阵营，他亦针对清政府诬革命党为乱党的攻击，撰文痛加驳斥:“乱之所生也, 皆起于不均不平不通不安……不均则争, 不平则鸣, 不通则悖,不安则倾, 如怒潮之激动, 如火山之迸发, 佛兰西乃起而革命, 美利坚乃起而自立”, 呼吁“支那义士相率而起”。
当时，梁启超受犬养毅介绍认识孙文，开始受革命思想影响，因此企图促成孙、康的合作。后不久, 欧榘甲也与孙中山会面, 亦与革命派陈少白、尤烈、楊衢雲等时有往来，乃言“自由”、“革命”，撰《论中国当知自由之理》《论菲律宾群岛自立》《中国历代革命说略》等文。《中国历代革命说略》主张汤武革命，顺天应人，与同盟会宗旨，甚为接近。康有為讀之大怒，特移書嚴厲督責，斥為大逆不道。
1899年，欧榘甲等人在东京筹设东京大同学校，学生多数是流亡日本的维新人士，包括蔡锷和范源濂等原长沙时务学堂学生。同年七八月间，包括欧榘甲和梁启超在内的康门十三人结义于镰仓江之岛的金龟楼，他们联名上《上南海先生书》给康有为，主张两党合作，以及劝告康“息影山林，自娱晚景”，仅仅保留名义上的领袖地位，而不要再干预晚辈的具体事务，是为被康党保守派蔑称的“康门十三太保”。此事令当时风传孙文和康有为有合作之议。为此，表面赞成合作的徐勤、反对合作的麦孟华睹状，分别驰书到新加坡，向康有为告变。康有为在收到十三人联名上书后，早已怒不可遏。得到告密后，康即派人携款赴日，分拆二人，勒令梁前往檀香山，欧榘甲则被派往澳门。因此这场合作意向告终。

### 赴美，《新广东》以及与康、孙的分裂
1899年下半年，欧榘甲、韩文举等保皇会重要人士赶赴澳门。他们在澳门筹办以教授日文为主要目的的东文学校，并且聘请田野橘次担任东文学校的校长。他们还建立了“澳门茶谈社”以组织中外人士作变法演说。1900年，郑士良在广东三洲田起义失败，事败后归善县知事擒获首领何某，将何某逼供出欧榘甲是起义主谋。这件事成了康有为日后攻击欧榘甲的最佳证据。1901年，因此事而遭清廷悬赏通缉的欧榘甲不得不离开澳门，回到日本，很快又被康有为調往舊金山主持保皇黨機關的《文興日報》，任主笔。
欧榘甲到《文兴日报》后不久，又“以言語出入”被逐出报馆。当时，美国粤侨侨党虽然都是洪门，但派系众多。欧榘甲利用自己年少居乡时曾名列三合会籍、结交许多洪门首领的关系，游说各党党魁“合群之利，散沙之害”。在欧榘甲的努力下，美洲一百多个埠与檀香山、墨西哥、加拿大、澳洲雪梨埠的粤侨侨商得以团结。1902年，欧加入美洲洪门致公堂。在倾向保皇派的粤侨的支持下，于旧金山与唐琼昌、朱三进等创办致公堂机关《大同日报》，欧任总编辑并以“太平洋客”为笔名。该报试图宣传“迫朝廷改专制而为立宪政体”的主张，但欧榘甲则另有打算，著论宣传民权立宪等思想，希望利用洪门推动变革活动。因此他此时虽仍属康有为的保皇阵营，其思想却已倒向革命一边。然而由于革命理念上的不同，欧又与孙中山存在分歧矛盾。
同年，欧在《大同日报》连载一篇共五六萬字的长文《广东独立脱离满清羁绊之说》，分載數十日，主张广东独立及脫離滿清之必要，大為讀者歡迎。这组政论文很快由日本横滨的《新民丛报》转载，并由新民丛报社印成了题名《新广东》的单行本出售，卷首有彩色的广东地图并附有美国独立厅图。此书又令他被康有为严词斥责，有“雲樵離經畔道，應逐出門牆”之语。康又致书欧榘甲说：“得汝书，头痛不可言，汝等迫吾死地”，“惟有与汝等决绝，分告天下而已”。康有为为此接连撰写了竭力反对的数篇文章，斥责他的十八省各自分立的主张，论述印度亡國便是由於各省自立。1905年5月8日，清廷军机处致函各省督抚严行查禁《新广东》以及湖南人杨毓麟受其所著的，主张湖南独立的《新湖南》等宣扬革命的“悖逆”书刊。冯自由在其回忆录《革命逸事》中也提及，《新湖南》“鼓吹湘省脱离满清独立之说甚力，与粤人欧榘甲著之《新广东》同风行于世”。值得注意的是，陈炯明后来提出“联省自治”的主张，很大程度受到了欧的启示。
1904年，孙中山赴美，欧榘甲接连在《大同日报》上撰文抨击孙是“偽革命黨”，“借革命行騙”，并指责洪门致公堂尊重孙中山为不智之举，认为会党人士不应该被孙中山的革命宣传所愚弄。支持孙的致公堂领袖黄三德对此不满，但是仍然尽力劝说欧与孙中山合作。然而，欧榘甲坚持并继续批孙。欧因此被黄三德从报社辞退。孙中山趁此机会推荐留日学生刘成禺继任主笔，《大同日报》之言论于是始被孙党所掌握。

### 流落与逝世
欧被逐出报馆后，先赴香港。1905年，应《南洋总汇报》之聘前往新加坡，继续利用保皇会關係活动。孫中山為此極度痛恨。在当地粤侨的帮助下，欧创办了应新、端蒙两所学校，在新加坡的数月中他已经成为妇孺皆知的报人。此时他亦关注当地粤侨的生存现状，曾撰文《商会应办之事》，建议组建粤商组织。当时在新加坡有一苟例，会对华工进行裸体检验，许多女工不堪羞辱而自杀。欧目睹这一状况，力劝驻新加坡总领事孙士鼎，联合当地侨领发动抗议，最终此例被废除。
在同乡刘士骥（惠州龙门人）的游说下，两广总督岑春煊除去了欧榘甲在国内的通缉令，因此欧榘甲得以重返广东，此时的欧因为既脱离了维新派亦脱离了革命派，计划利用之前在保皇会建立的关系进行实业建设。
1906年，欧榘甲利用坑梓乡南洋侨民的资金，在坑梓筹建新式学校光祖学堂（即今日深圳光祖中学前身），校园建筑仿上海南洋公学（今上海交通大学）中院结构规模。欧受捐款人与乡绅耆老公议敦请经营学校，任首任校长，提出“家国之光”的办学理念，把日本先进的办学模式引入学堂，极力主张吸收外国先进的文化。同年，欧榘甲试图与清帝国驻新加坡领事展开机会主义式的合作，干涉当地孙党的活动，被孙中山视为革命进行之大碍，稱其為“歐賊”，命其党徒设法除掉欧。
1907年12月，叶恩、欧榘甲、刘义任等，先后拜访广西巡抚张鸣岐，勘察矿产，计划到海外招股300万元。1908年，欧与劉汝興、葉恩等发起组织“振华实业公司”并与广西督抚张鸣岐联合招商承办广西贵县开天平山礦。夏，经清政府批准，张鸣岐委派同为振华公司创办人的刘士骥以广西候用道身份到北美招股。康有为闻知此事，希望将振华公司招揽门下，要求自己信任的弟子徐勤、梁启超来管理。10月25日，梁启超等四名康门弟子专门致电刘士骥，要求不交出振华公司的控制权，就不准继续招股。刘、欧和叶等人不许，并为此痛批康党所为。刘士骥在纽约攻击康有为及其亲信的腐败内幕。欧榘甲到纽约为振华公司招股时，亦曾对人说:“吾等今日之做振华股, 不过欲他日图两广之地步耳。吾蓄谋已十有余年, 振华、广美两公司若成, 吾之目的可达也。”
1909年3月底，保皇会向美国政府诬告刘士骥招股行骗。刘士骥、叶恩遂被美国警方拘留，经清政府驻美公使出面交涉才被释。虽然遭到保皇会阻挠，最后还是招股成功。三月，欧从新加坡回国，偕同礦師赴贵县。5月27日傍晚，刘士骥突然被人刺杀于广州永安里寓所。当时他刚从海外招股归家，突然冲进四名刺客(另四名把门)，抓住他连捅7刀，当即毙命。消息传出，顿时被海内外媒体所热传。没过多久，公司另一创始人刘义任也骤然死于广州，据说死于毒杀。欧榘甲与叶恩见此，不得不“出入率以死士相随”，战战兢兢度日。然而康有为抢先一步，举报欧借商谋乱，图为两广独立，密谋革命。康有为在告密信中指欧榘甲“伪托于保党中, 欲以暗移人心, 既以反背党旨, 为党魁所大责不容, 则又巧变面目”，“欲谋乱, 东西粤、云南三省遍布心腹, 运购军伙, 非藉招商股筹数十万不能措办”，“反心盜據”，“藉巡抚之势力, 以招商劫商, 因广西之荒僻而谋乱, 欲据两粤滇黔而自立”。康有为因此擬請大理院勒令交還股款并请求朝廷“立拿乱首欧榘甲”。
关于刘士骥的刺杀，以康、梁、徐勤等人的嫌疑最大。当时他们力辨与己无关, 将罪责推给欧榘甲等人。刺杀案后，杀手之一被抓，供出后台是香港的何其武，即梁启超与徐勤的亲信。为此，刘士骥的儿子刘作揖将刘士骥的日记，康有为、梁启超、徐勤等与刘士骥之间的信函和电报原件影印成册，题为《康梁徐谋财害命铁证书》，公诸于世。
1910年，欧等人因与保皇会人的攻讦，无法专心经营，振华公司因亏损而停业倒闭。5月，欧在广西招徕客家人入股，兴办广西广美公司，自认督办，目的是开垦广西的荒地。但最后亦不了了之，加上之前康的举报令他身处险境，欧被迫藏匿家乡，不同世事。当时已成为云南都督的蔡锷有意请欧榘甲做他的顾问，但欧榘甲不愿仕宦而婉拒。据其妻子回忆，欧榘甲相貌与埔仔村某人相似，宣统三年（1911），欧乘轿路过某地，被仇家误认是此人，被误打至重伤，不治而亡（一说是暗杀），年42岁。因此欧未能亲眼见到同年辛亥革命的成功。

## 家庭
- 原配：邓氏，淡水名门望族、世代书香之闺秀。

欧有三子一女。
- 长子欧那彦、三子欧那鸿早年留学美国，定居海外。
- 次子欧那杰，在崇雅书院读二年级时夭折。
- 女儿欧那嫦。

欧榘甲的三弟是欧华清，字毅峰，留学美国，得哲学博士学位，回国后曾任清华大学文学院教授。
九·一八事变后，欧华清回到广州。当时陈济棠主粤，欧曾任广东省政府委员、顾问等职，是上校衔。1938年日军入侵广州，他到韶关，为韶关农垦主任，亦曾在马坝银行任职。1945年日本投降后，他回到广州，任省农林讲习所所长。1949年广东易手前回到淡水，任崇雅中学教师，教英语。其妻叶氏，秋长人。有三子三女，长子庆申、次子庆东、三子庆权，长女复子、次女庆都、三女庆宁。次女庆都仍定居香港，其余三子两女均在1949前先后亡故。
次女慶都在香港與邱春芳結婚，有二子一女，長子漢強，(歐華清特賜名為漢強，喻意漢族強盛)早年留學加拿大，回港后娶妻李芸莊，次女頴婷，三子漢斌同在香港定居。

### 引用
1. ↑    - 汪榮祖：〈打開洪水的閘門──康有為戊戌變法的學術基礎及其影響 （页面存档备份，存于）〉
2. ↑  《力挽狂瀾：戊戌政變新探》，雷家聖著，台北:萬卷樓，2004.
3. ↑  惠陽區地情網：欧榘甲 的存檔，存档日期2017-08-25.
4. 1 2 3  王占宇.  (M.A.论文). 2012.
5. 1 2 3  罗更晓，刘中国，余俊杰. . 花城出版社. : 4 （中文（中国大陆））.
6. ↑  梁启超、韩文举、欧榘甲、唐才常、罗孝高、梁子刚、黄为之、陈侣笙、罗伯雄、张智若、李敬通、谭柏生、林述唐，目的与孙中山商谈联合
7. ↑  夏晓虹. . 学术月刊: 108–126.
8. 1 2  冯自由. . 上海: 商务印书馆. 1939年 （中文（中国大陆））.
9. 1 2 3  李青海, 罗更晓. . 未来教育家.
10. ↑  桑兵. . 北京大学出版社. : 381 （中文（中国大陆））.
11. ↑  上海市文物保管委员会. . : 337 （中文（中国大陆））.
12. ↑  杨志. . 汗青网. 2013-11-08  [2018-11-16]. （原始内容存档于2018-11-16）.
13. 1 2  政协惠阳县委员会文史资料研究委员会.  （中文（中国大陆））.